# Ba Nghi
Ba Nghi, (chữ Tạng: ཉིང་ཁྲི་ས་རྫོང་; Wylie: nying khri rdzong; ZWPY: Nyingchi Zong; tiếng Trung: 巴宜区; bính âm: Bayi Qu, Hán Việt: Ba Nghi khu) là một huyện của địa khu Nyingchi (Lâm Tri), khu tự trị Tây Tạng, Trung Quốc nằm tại trung lưu của dòng Yarlung Zangbo. Quận co cả các cách đá và thung lũng bằng phẳng. Độ cao trung bình là 3000 mét trên mực nước biển. Trấn Ba Nghi, thủ phủ của địa khu Nyingchi cũng nằm trên địa bàn của quận.

### Trấn
- Lâm Tri (林芝镇)
- Mạch Ba (百巴镇)
- Bát Nhất (八一镇)
- Lỗ Lãng (鲁朗镇)

### Hương
- Bố Cửu (布久乡)
- Mễ Thụy (米瑞乡)

### Hương dân tộc
- Hương dân tộc Monpa - Canh Hương (更章门巴民族乡)